# Microtrichalus costilis
Microtrichalus costilis – gatunek chrząszcza z rodziny karmazynkowatych i podrodziny Lycinae.
Gatunek ten opisany został w 1926 roku przez Richarda Kleine jako Trichalus costilis. Do rodzaju Microtrichalus przeniesiony został w 1998 roku Ladislava Bocáka.
Chrząszcz o ciele długości 6,2 mm. Ubarwienie żółte ze smoliście brązowymi: głową, zapiersiem, wierzchołkową połową  pokryw, czułkami i większą częścią odnóży. Oczy duże, ich średnica 1,16 razy większa niż najmniejsza odległość między nimi. Pokrywy 5,7 razy dłuższe od przedplecza, którego boczne brzegi opatrzone są wyraźnymi guzkami.
Gatunek orientalny, znany z filipińskich wysp Luzon i Mindanao.